# Городницький Віктор Іванович
Ві́ктор Іва́нович Городни́цький (1976—2023) — український військовослужбовець, учасник російсько-української війни.

## Життєпис
Народився 7 липня 1976 року в Криму, 1978 року родина переїхала до села Каламаринка, Хмельницької області. Закінчив 7 класів кузьминської школи, восьмий клас — у Щиборівській загальноосвітній школі. Після закінчення якої вступив до Новоушицького сільськогосподарського технікуму. Після строкової служби (1994—1995 роки) одружився та працював механіком, проживав у Хмільнику.
13 червня 2023 року поблизу села Яковлівка Бахмутського району Донецької області під час евакуації поранених зазнав смертельних поранень внаслідок влучання ворожого снаряда в авто, за кермом якого він був.
Без Віктора лишились дружина і 3 дітей.

## Нагороди
- Орден «За мужність» III ступеня[2].